# Adâncata (gmina w okręgu Suczawa)
Adâncata – gmina w Rumunii, w okręgu Suczawa. Obejmuje miejscowości Adâncata, Călugăreni i Fetești. W 2011 roku liczyła 4032 mieszkańców.